# Championnat de France de football 1910 (USFSA)
Navigation
Championnat 1909 Championnat 1911
Le Championnat de France de football USFSA 1910 met aux prises les champions régionaux de l'USFSA.

## Championnat de France

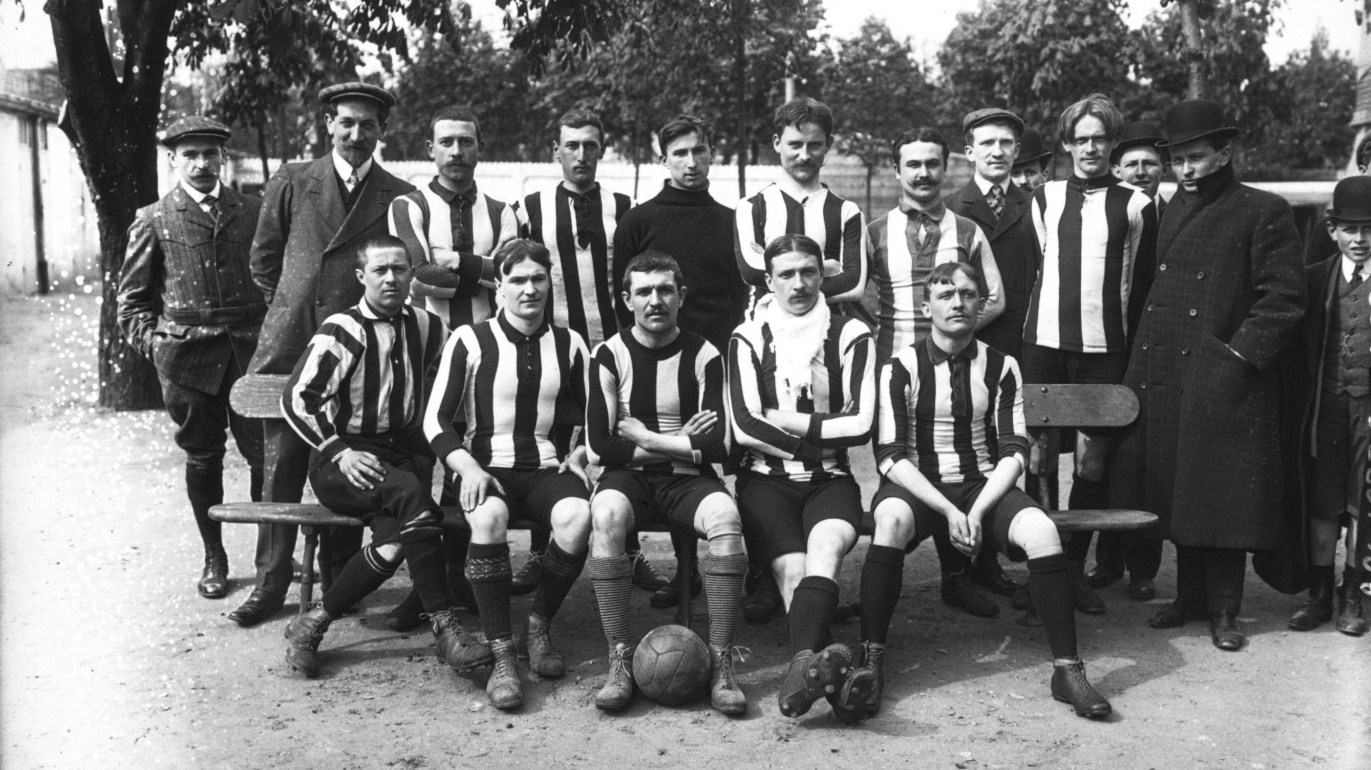
L'Union sportive tourquennoise avant la finale.

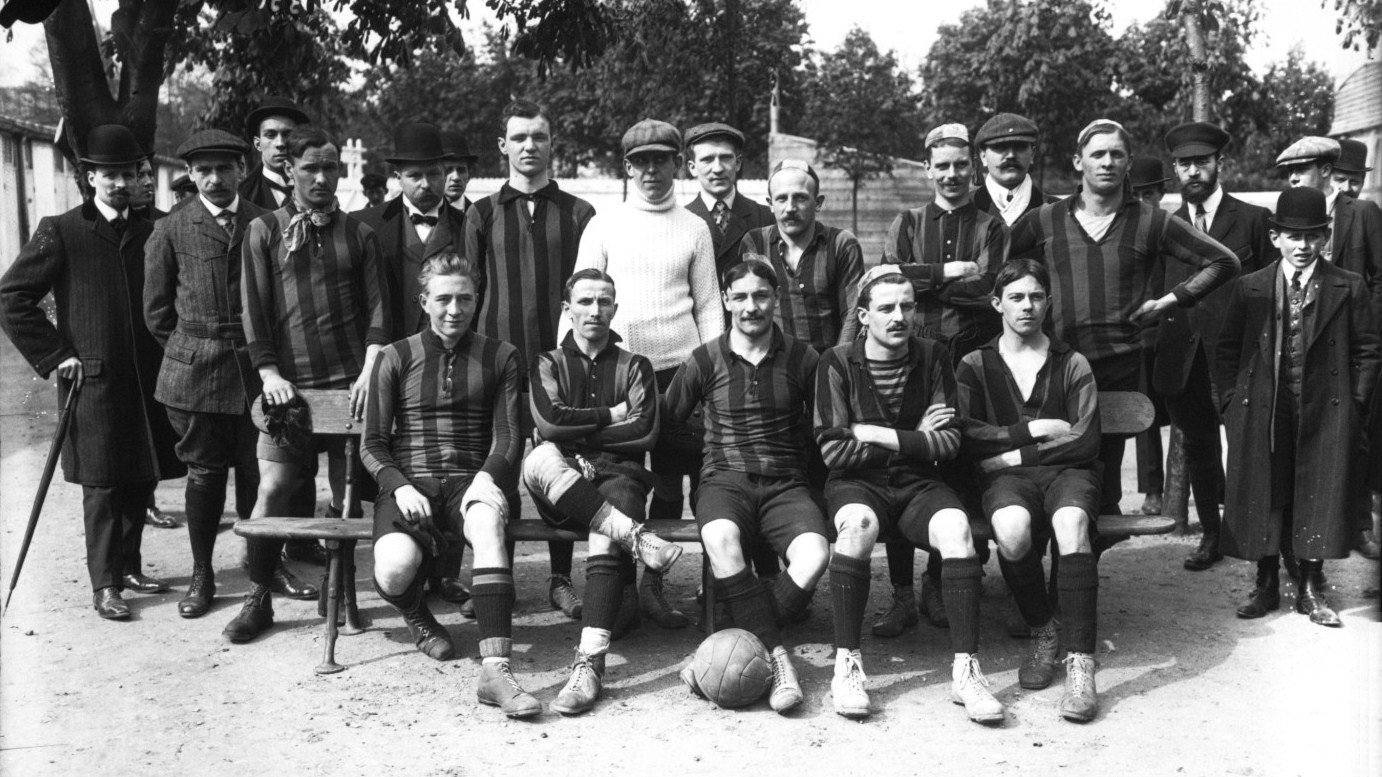
Le Stade hélvétique de Marseille avant le finale.

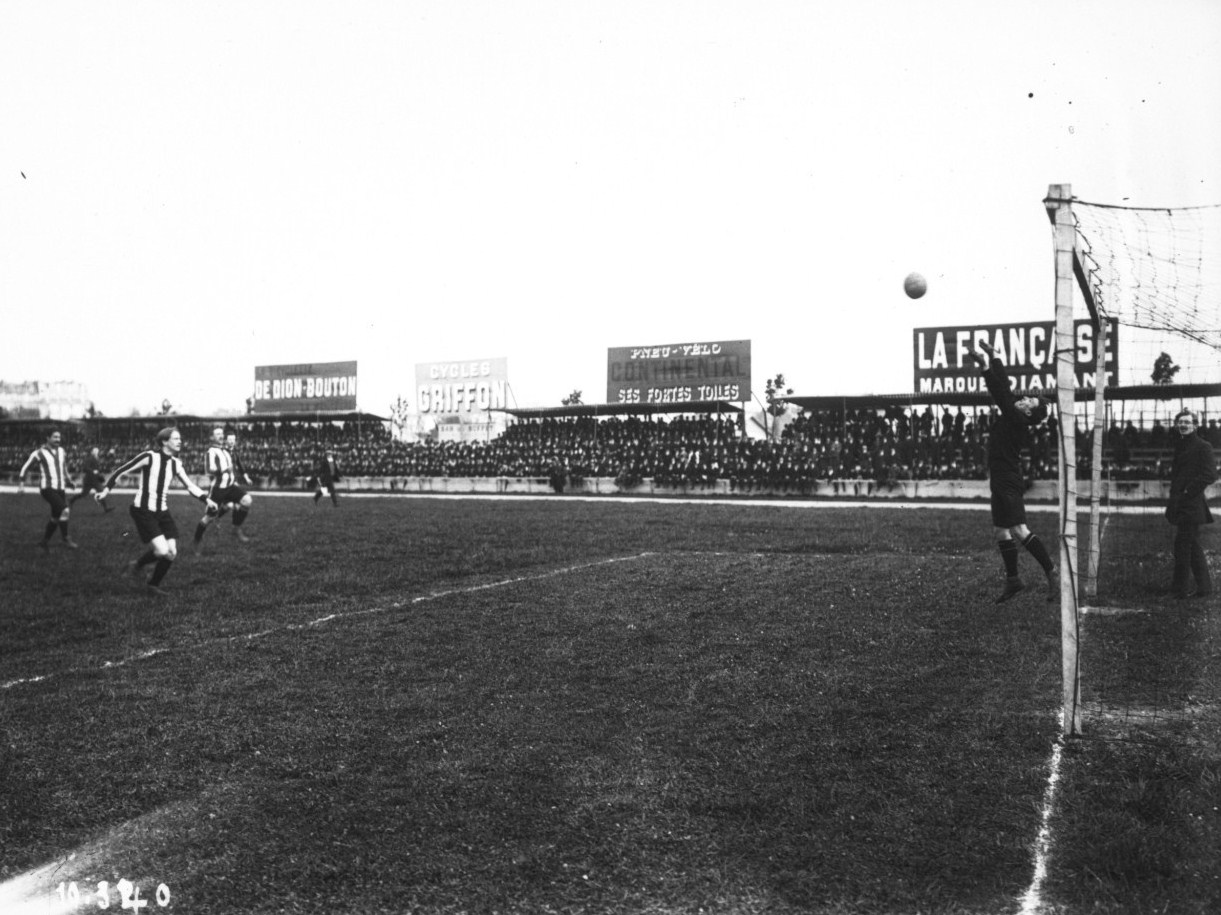
Finale entre l'US Tourcoing et le SH Marseille.

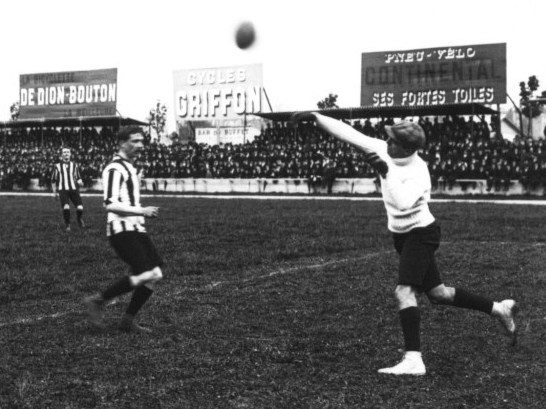
Finale entre l'US Tourcoing et le SH Marseille.

### Participants
Les participants sont les vainqueurs des championnats régionaux :
- Champion de Paris : Stade français
- Champion du Nord : US Tourcoing
- Champion de Haute-Normandie : Football Club de Rouen
- Champion de Basse-Normandie : Club Malherbe Caennais
- Champion de Bretagne : Union Sportive Servannaise
- Champion de Picardie : Amiens Athletic Club
- Champion de Champagne : Racing Club de Reims
- Champion du Guyenne et Gascogne : Stade Bordelais
- Champion du Littoral : Stade Helvétique de Marseille
- Champion de Lorraine : Cercle Sportif du Stade Lorrain
- Champion des Pyrénées : Stade toulousain
- Champion du Lyonnais : Lyon Olympique
- Champion du Languedoc : Olympique de Cette
- Champion de la Côte d’Azur : Association Sportive de Cannes
- Champion de Beauce et du Maine : Union Sportive du Mans
- Champion de Bourgogne-Franche-Comté : RCFC Besançon
- Champion de l'Atlantique : Stade Nantais Université Club
- Champion des Charentes : Jarnac
- Champion de Touraine : Union Sportive de Tours
- Champion des Ardennes : Football club de Braux
- Champion des Alpes :

### Tour préliminaire
- 6 et 13 mars 1910
  - Cercle des Sports Stade Lorrain 1-1 Racing Club de Reims (match à rejouer)
  - Cercle des Sports Stade Lorrain 2-1 Racing Club de Reims (match rejoué)
  - Amiens AC 2-1 FC Rouen
  - US Le Mans 4-1 Union sportive de Tours

### Huitièmes de finale
- 6 et 20 mars 1910
  - US Tourcoing 5-0 Football club de Braux
  - Stade Bordelais UC 3-1 Stade nantais université club
  - Olympique de Cette 3-1 Stade toulousain
  - SH Marseille 11-0 AS Cannes
  - Lyon Olympique 4-1 Racing Club Franc-Comtois de Besançon
  - Stade français 3-0 SM Caen
  - Union sportive Servannaise 7-1 US Le Mans
  - Amiens AC 8-1 Cercle des Sports Stade Lorrain

### Quarts de finale
- 20 mars, 3 et 10 avril 1910
  - Stade Bordelais UC 3-1 Olympique de Cette
  - Union sportive Servannaise 2-0 Stade français
  - US Tourcoing 5-0 Amiens AC
  - SH Marseille 5-0 Lyon Olympique

### Demi-finales
- 10 et 17 avril 1910
  - US Tourcoing 3-0 Union sportive Servannaise
  - SH Marseille 4-1 Stade Bordelais UC

### Finale
Le Stade helvétique a perdu quelques joueurs de valeur, comme son gardien Andreas Scheibenstock, parti au Cercle athlétique de Paris, son ailier gauche Glür et surtout son demi centre Kramer. Le club tient tête à l'Union sportive tourquennoise avec un score de deux buts partout à la mi-temps, mais, « démoralisé par le mauvais jeu » de leur gardien, Sandmann, auteur d'après L'Auto d'une prestation « risible », les Marseillais laissent filer le match et s'inclinent finalement lourdement par sept buts à deux.
- 1er mai 1910, au Parc des Princes, Paris[3]
  - US Tourcoing 7-2 SH Marseille
  - Arbitre : A. Collier
  - Buts : Dutertre (2), Lefebvre, Filez (2), Denis et Sandmann (csc) pour Tourcoing ; Utiger (2) pour Marseille.
  - Tourcoing : Albert Parsys, Henri Moigneu, Gabriel Hanot, A. Raulin, Victor Denis, G. Prouvost, G. Lefebvre, A. Lecroart, E. Dutertre, Adrien Filez, Jules Dubly
  - Marseille : Ch. Sandmann, E. Hippenmeier, Henri Scheibenstock, H. Scholl, Herman Hattenschwyler, A. Burkhardt, Ch. Albicker, E. Utiger, Ch. Baum, W. Widdington, René Scheibenstock

## Sources
- (en) Frédéric Pauron, « France 1892-1919 : 1909/10 », sur rsssf.com, 24 avril 2004 (consulté le 16 octobre 2009)